# Liberty Grove (Wisconsin)
Liberty Grove es un pueblo ubicado en el condado de Door en el estado estadounidense de Wisconsin. En el Censo de 2010 tenía una población de 1734 habitantes y una densidad poblacional de 3,96 personas por km².

## Geografía
Liberty Grove se encuentra ubicado en las coordenadas 45°14′47″N 87°2′10″O / 45.24639, -87.03611. Según la Oficina del Censo de los Estados Unidos, Liberty Grove tiene una superficie total de 437.84 km², de la cual 138,96 km² corresponden a tierra firme y (68,26 %) 298,87 km² es agua.

## Demografía
Según el censo de 2010, había 1734 personas residiendo en Liberty Grove. La densidad de población era de 3,96 hab./km². De los 1734 habitantes, Liberty Grove estaba compuesto por el 98,9 % blancos, el 0,17 % eran afroamericanos, el 0,12 % eran amerindios, el 0,23 % eran asiáticos, el 0,06 % eran de otras razas y el 0,52 % eran de una mezcla de razas. Del total de la población el 0,92 % eran hispanos o latinos de cualquier raza.